# 페를라노랑어깨박쥐
페를라노랑어깨박쥐(Sturnira perla)는 주걱박쥐과(신세계잎코박쥐과)에 속하는 박쥐의 일종이다. 에콰도르의 토착종이다.

## 특징
작은 박쥐로 전완장은 42.13~44.38mm, 발 길이는 11.84~14.58mm이다.

## 생태
먹이는 과일이다.

## 분포 및 서식지
에콰도르 북서부의 토착종이다. 콜롬비아에서 서식하는 것으로 추정하고 있다. 해발 최대 220m의 열대 우림에서 서식한다.